# Peter Olofsson (politiker)
Leif Erik Peter Olofsson, född 21 september 1967 i Holmsund, är en svensk socialdemokratisk politiker. Han är regionråd och regionstyrelsens ordförande i Region Västerbotten samt ledamot i förbundsstyrelsen för Sveriges Kommuner och Regioner. Han tillträdde som ordförande för dåvarande landstingsstyrelsen (numera regionstyrelsen) i Västerbotten efter valet 2010, och har suttit på posten sedan dess.